# 林元德
林元德（？—1751年），福建福清縣人，清朝政治人物。
林元德為乾隆二年（1737年）丁巳恩科三甲進士，乾隆十五年（1750年）十一月由建寧府教授調任台灣府儒學教授，乾隆十六年（1751年）八月因病卒於任內。